# 욥기

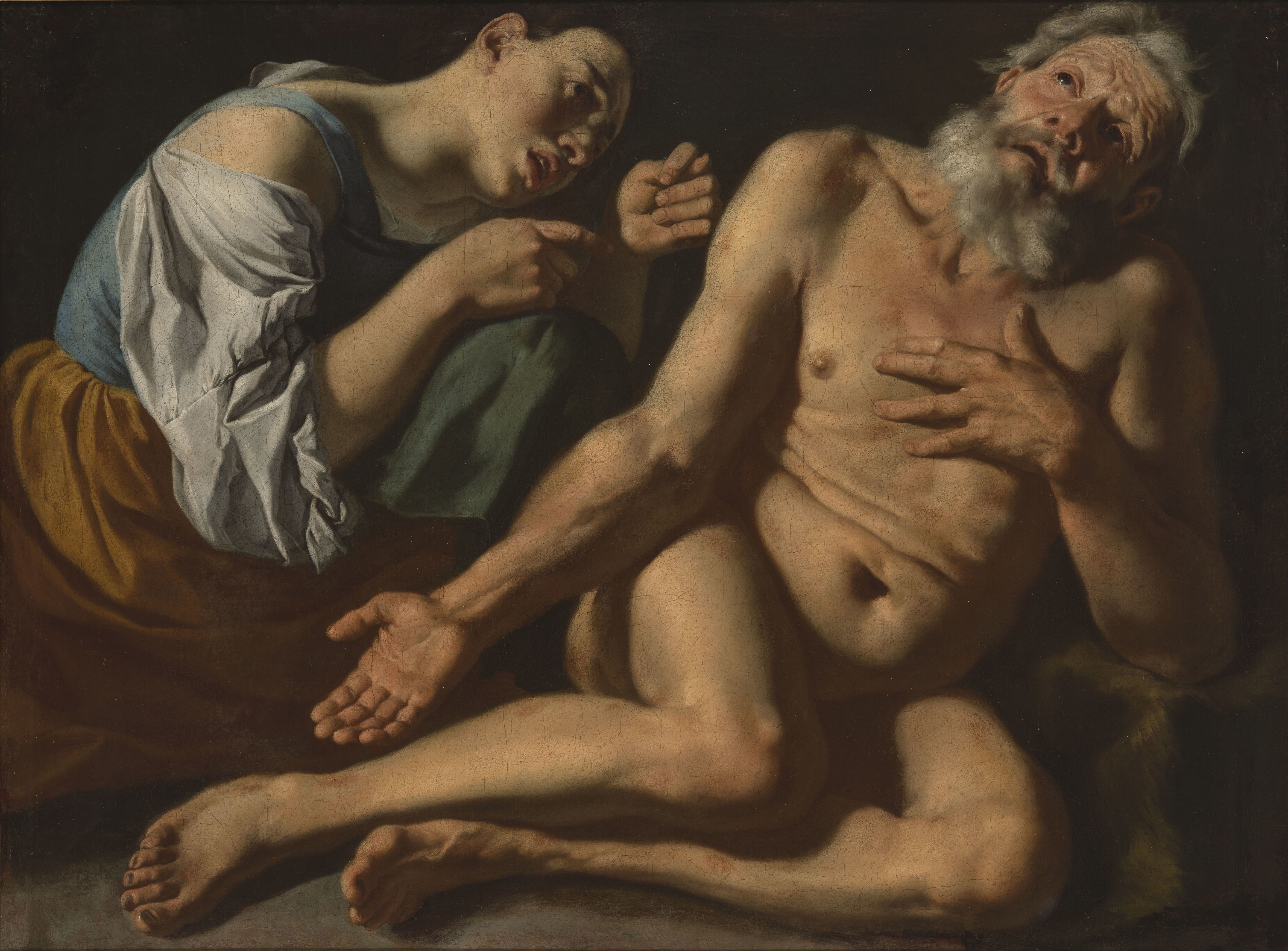

욥기(-記, 히브리어: אִיוֹב, 그리스어: Ἰώβ, 영어: Book of Job)는 유대교에서는 타나크의 성문서 케투빔 시서의 세 번째 권이며, 교회에서는 구약의 시가서에 해당한다.

## 구조
욥기는 산문체의 서두부와 종결부가 대화문을 에워싼 구조를 가진다. 이중 산문체인 서두부와 종결부는 욥기가 처음 기록될 때 작성된 부분이라는데 이견이 없으며, 대화문은 세대를 거치며 전래된 내용이다. 특히 엘리후의 발언과 욥기 28장의 지혜시는 후대에 첨가되었다고 보는 시각이 우세하다. 그러나 현대에는 욥기의 구조적 통일성에 더 주목하는 추세이다.
3장 이하는 기원전 6세기에서 현실상 고난을 주인공 욥을 이용해 표현한다. 3장은 애가(哀歌)로서 생의 저주· 사망·허무를 향한 동경(독백)이며, 4장에서 27장은 세 친구간의 대담(對談)이고 제29장에서 제31장은 과거와 현재의 대비, 결백의 맹서로 내용이 되어 있으며, 제38장에서 제42장 제6절은 신과의 대화인데 이것이 줄거리이다. 그 발단은 생의 부조리의 문제로서 이유 없는 고난으로 말미암아 생을 저주하고 세계의 파괴를 원하게 되며 사망을 동경하게 된다. 그 후에는 무상한 우정과 신을 향한 사랑의 좌절과 중보자(仲保者)를 요청하는 테마가 나타나서 신과의 대결로 향한다. 최후에 신은 창조자라는 사실을 겸허하게 승인하는 것으로 끝을 맺는다.
욥기의 대략적인 구조는 다음과 같다.
1. 1~2장: 서두부
2. 3~14장: 첫 번째 논쟁
  1. 3장: 욥의 독백
  2. 4~7장: 엘리바즈와 욥의 논쟁
  3. 8~10장: 빌닷과 욥의 논쟁
  4. 11~14장: 소바르와 욥의 논쟁
3. 15~21장: 두 번째 논쟁
  1. 15~17장: 엘리바즈와 욥의 논쟁
  2. 18~19장: 빌닷과 욥의 논쟁
  3. 20~21장: 소바르와 욥의 논쟁
4. 22~27장: 세 번째 논쟁
  1. 22~24장: 엘리바즈와 욥의 논쟁
  2. 25~27장: 빌닷과 욥의 논쟁
5. 28장: 지혜시[3]
6. 29~31장: 욥의 독백
7. 32~37장: 엘리후의 발언
8. 38~42장 6절: 하나님의 발언과 욥의 대답
9. 42장 7절~17절: 욥의 회복

## 구성

### 저자
본서 저자에 관한 견해가 다양하다. 첫째로 본서 제목이 주인공 ‘욥’ 이름을 따서 붙였다는 사실을 감안하여 저자를 욥으로 보는 견해가 있다. 둘째, 유대 전승이나 탈무드에 근거하여 모세로 보는 견해가 있다. 셋째, 본서 28장과 잠언 8장 문체가 흡사하다며 솔로몬으로 보는 견해가 있다. 넷째, 문체 흐름이 전반적으로 예레미야서와 비슷하다며 예레미야로 보는 견해가 있다. 다섯째, 본서와 시편 88편 분위기가 유사하다며 시편 88편 저자인 헤만으로 보는 견해 등 있다. 그러나 분명한 사실은 저자가 인간의 고난 문제에 매우 예민하고 종교성이 심오한 사람이며, 본서가 세계 문학의 걸작 중 걸작으로 평가받고 있다는 점에서 대단한 문학성을 갖춘 사람이고, 당대 뛰어난 지성인이었을 것이라는 점이다.

### 연대
욥기가 아주 오래전에 작성되었다는 가설과 바빌론 유수 전후에 작성되었다는 가설이 있으며 세계적으로는 후자 견해를 따른다.
전자 경우 세분화하여 족장 시대 직후인 기원전 2,000~1,800년경이라는 설, 출애굽 직후 모세 시대인 기원전 1,400년경이라는 설, 지혜문학이 최고조에 달했던 솔로몬 시대인 기원전 950년 경으로 보는 설이 있다. 이중 족장시대 즈음으로 추정하는 견해는 욥의 오랜 수명, 제사 방식이나 이스라엘의 언급이 없는 것, 하나님을 나타낼 때 성서를 통틀어 17회 정도 밖에 나타나지 않는 '솻다이' 표현이 31회나 사용되는 등 고어체에 근거한다. 그러나 현대에는 저자가 책의 배경을 이민족의 영역으로 설정함에 따라 고의로 고어체를 사용한 것으로 분석하기도 한다.

## 해석
욥기는 욥이라는 사람의 비징벌적 고난을 이용해 사람의 고난을 대상으로 한 신학상 해석을 시도하고 있다.
저자는 결국 욥의 고통을 바람직하게 해석하여 다음과 같이 보았다.
1. 고통은 인간이 창조자를 기억하고 삶의 의미를 생각하게끔 우조한다 (1:21)
2. 욥처럼 훌륭한 자조차 조물주의 훈육이 필요없을만큼의 겸손을 갖추진 못한다 (23:10)
3. 인간이 창조자에게 변명하는 것은 자신이 신보다 더 잘 알고 더 의롭다고 믿는 교만에서 시작된다 (40:8)
4. 공정함과 의로움에 관하여는 물러설 수 없는 창조자와 이에 오류가 있음을 제기하는 사탄과의 대결의 승패가 고난받는 한 인간의 선택에 달려있다 (1:9)